# Allorostrata scutifrons
Allorostrata scutifrons är en kräftdjursart som beskrevs av Just och Wilson 2004. Allorostrata scutifrons ingår i släktet Allorostrata och familjen Paramunnidae. Inga underarter finns listade i Catalogue of Life.